# Leo Leroy Beranek
Leo Leroy Beranek (Solon, Iowa, 1914. szeptember 15. – Westwood, Massachusetts, 2016. október 10.), amerikai villamosmérnök, a műszaki akusztika kutatója és szakértője, a Massachusetts Institute of Technology (MIT) nyugállományú oktatója, a Bolt, Beranek and Newman (ma BBN Technologies) nevű akusztikai szaktanácsadó cég egyik alapítója, több műszaki akusztikai szakkönyv szerzője.

## Életpályája
Leo L. Beranek az iowai Solon kisvárosban született, a közeli Tiptonban kezdte iskoláit, később a család visszaköltözött Solonba, Leo az itteni iskolába járt. Gyermekkorában zongorázni tanult, és nagy érdeklődést mutatott minden elektromos „zenegép” (rádiókészülék, lemezjátszó, telefon) iránt. 1929-től a Mount Vernon-i Cornell College-ban tanult, 1936-ban érettségizett, közben rádiókészülékek javításával pénzt keresett. 1940-ben sikeresen felvételt nyert a Harvard Egyetemre. A második világháború alatt a Harvard elektroakusztikai laboratóriumában dolgozott. Kutatócsoportjának legfontosabb feladata a repülőgépekkel folytatott rádiós forgalmazás minőségét rontó zaj elhárítása volt. 1947–1958 között az Massachusetts Institute of Technology (MIT) tanáraként távközlési mérnöki tudományt (communications engineering) tanított.
1948-ban egy MIT-es tanártársával, Richard Bolttal, és annak korábbi tanítványával, Robert Newmannel együtt megalapította a Bolt, Beranek and Newman (BBN) nevű akusztikai és elektronikai mérnöki tanácsadó (konzultáns) vállalatot, amelyet 1952–1971 között elnökként irányított. A BBN cég első munkája az ENSZ New York-i székházának akusztikai tervezése volt. Ezt operaházak, előadótermek tervezése követte. Később a BBN olyan különleges megbízatásokat is kapott. 1963 után pl. vizsgálták azt a Dictabelt rendszerű hangrögzítő szalagot, amely Kennedy-gyilkosság nyomozásában bizonyítékként szolgált, majd 1972 után a Watergate-botrány nyomozása során előkerült, részben letörölt Nixon-magnószalagokat is.
A BBN cég az elektronikai kommunikáció területén élenjáró kutató-fejlesztő és szolgáltató vállalattá fejlődött. 2009-ben a BBN-t megvette a Raytheon haditechnikai elektronikai konglomerátum. A megkötött üzlet értékét 350 millió dollárra becsülik.

## Tudományos munkássága, elismerései
Beranek első könyve, az 1954-ben kiadott Acoustics a műszaki akusztika alapműve lett. Újabb kiadásai sorra jelennek meg, számos nyelvre lefordították. Magyarul Zajcsökkentés címmel a Műszaki Könyvkiadó jelentette meg 1967-ben. Mint a térakusztika szakértője, Beranek számos működő koncerttermet, színháztermet bevizsgált, kiértékelt, és javaslatokat tett az akusztikai jellemzők megjavítására. Tapasztalatait 1962-ben Music, Acoustics and Architecture című művében foglalta össze. Eredményeit a zenei szakma is elismerte. Beraneket 1983–1986 között meghívták a Bostoni Szimfonikus Zenekar (Boston Symphony Orchestra) igazgatótanácsába.
1952-ben American Academy of Arts and Sciences tagjává fogadták. 1971-ben megkapta az Audio Engineering Society (AES) aranyérmét, 1975-ben az Acoustical Society of America (ASA) aranyérmét. 2003-ban a gépészmérnökök egyesülete, az American Society of Mechanical Engineers (ASME) neki ítélte a Per Brüel-aranyérmet. 2003-ban George W. Bush elnök kezéből vette át a National Medal of Science kitüntetést. Az amerikai építészek egyesületének, az American Institute of Architects-nek (AIA) tiszteletbeli tagja.
2012-ben az akusztika vezető kutatójaként elért tudományos eredményeiért, az akusztika oktatásának fejlesztéséért, az akusztikai tudás széles körű terjesztéséért, és a kínai–amerikai egyetemi akusztikai tudományos csereprogramok előmozdításáért tiszteletbeli tagjává fogadta a Kínai Akusztikai Társaság is.

## Művei
A BME-OMIKK Központi Könyvtárában fellelhető művei:
- Zajcsökkentés; ford. Karsai Elekné et al.; Műszaki Könyvkiadó, Bp., 1967 (640 oldal)
- Acoustic measurements, Wiley, New York, 1949, 1959 (914 oldal)
- Noise reduction (Prepared for a special summer program at the Massachusetts Institute of Technology), McGraw-Hill, 1960. (752 oldal)
- Music, acoustics and architecture, Wiley, New York, 1962. (586 oldal)
- Acoustics, ASA, Cambridge (MA), 1988. (491 oldal)
- Acoustical measurements, Revised ed., American Institute of Physics – Acoustical Society of America (ASA), Cambridge (MA), 1988. (841 oldal)
- Noise and vibration control engineering, Wiley, New York, 1992. (804 oldal)
- Riding the waves : a life in sound, science, and industry, MIT Press, Cambridge (MA), 2008. (235 oldal)
- Analysis and Ranking of the Acoustic Disturbance Potential of Petroleum Industry Activities and Other Sources of Noise in the Environment of Marine Mammals in Alaska, Bolt Beranek and Newman Inc., Cambridge (MA), 1989. (307 oldal)
- (Vér L. Istvánnal közösen): Noise and vibration control engineering : principles and appications, 2. edition, Wiley, Hoboken, New Jersey, 1992, 2006. (966 oldal)

További művei:
- Acoustics, Acoustical Society of America , McGraw Hill 1954, 1986.
- Concert Halls and Opera Houses: music, acoustics and architecture, 2. kiadás, Springer Verlag, 2004. (az első kiadás kiadás címe: Music, acoustics and architecture, Wiley, 1962).
- Concert and Opera Halls: how they sound, American Institute of Physics – Acoustical Society of America (ASA), 1996.
- (Tim Mellow-val közösen): Acoustics: Sound Fields and Transducers, Elsevier, Oxford, 1st edition, 2012. ISBN 0-123-91421-3.